# 新庄真一
新庄 真一（しんじょう しんいち、1984年 - ）は日本のミュージカル俳優である。滋賀県草津市出身。劇団四季所属。

## 来歴
草津市立笠縫小学校と草津市立松原中学校を経て滋賀県立守山高等学校入学。サッカー部に入部したが1年の時に当時大阪MBS劇場で上演されていたキャッツを観劇したことがきっかけで四季入団を意識しサッカー部を退部。卒業後は大阪芸術大学舞台芸術学科に入学。在学中の2008年に劇団四季のオーディションに合格し研究所へ入所。同年7月21日に自由劇場で上演された「むかしむかしゾウがきた」アンサンブル役で初出演を果たす。以降ダンサー役を中心に出演している。2009年には自身が四季入団のきっかけとなったキャッツで初出演を果たす。

## 人物
小学生時代からサッカーを始め、現在もサッカーが趣味である。

## 主な出演作品
- むかしむかしゾウがきた（2008年～2009年アンサンブル7枠）
- ウエストサイド物語（2009年インディオ、2009年ニブルス、2009年ベイビー・ジョーン、2012年～A-ラブ）
- 劇団四季 ソング&ダンス55ステップス（2009年ダンサーパート8枠）
- キャッツ（2009年～コリコパット、2009年～ギルバート、2017年〜マンゴジェリー）
- 劇団四季ソング&ダンス60 ようこそ劇場へ（2013年ダンサーパート5枠）
- 美女と野獣（2014年アンサンブル2枠）
- クレイジー・フォー・ユー（2015年ジュニア）